# Rafael Câmara
Rafael Chaves Câmara (Recife, 2005. május 5.–) brazil autóversenyző, a 2024-es Formula Regionális Európa-bajnokság és a 2025-ös FIA Formula–3 bajnokság győztese.

## Pályafutása

### Gokart
Pályafutását 9 éves korában kezdte gokartozással. Első komolyabb sikerét 2019-ben érte el, amikor a második helyet szerezte meg a CIK-FIA gokart-világbajokság OKJ kategóriájában. 2021-ben a második helyen végzett a Gokart-Európa-bajnokságon.

### Formula–4
2022-ben az arab Formula–4-bajnokságban indult az olasz Prema Racing csapatával. A szezonnyitó versenyhétvége előtt pozítív lett a koronavírus-tesztje, ezért nem tudott részt venni a bajnokság összes fordulóján. A szezon során hat alkalommal diadalmaskodott és összesen nyolcszor állhatott fel a dobogóra. Ez a teljesítmény elég volt a bajnoki második hely megszerzéséhez.
Ezen felül a német ADAC és az Olasz Formula–4-es bajnokságban is megmérette magát. Mindkét bajnokságban a harmadik helyezést szerezte meg.

### Formula Regional Európa-bajnokság
2022 októberében részt vett a Formula Regional Európa-bajnokság szezon végi tesztelésén. Ígéretesen szerepelt, ezért 2023-ban ebben a bajnokságban versenyzett, s végül az 5. pozícióban zárt.
A 2024-es szezonban továbbra is a Prema csapatánál versenyzett. Összesen 7 győzelmet aratott, az egyik legnehezebbnek tartott Spa-Francorchamps-i pályán mindkét futamot megnyerte. Az idény utolsó előtti versenyhétvégéjén, Barcelonában a második futamon két baleset is történt, piros zászlóval leintették a viadalt, ami a bajnoki címet eredményezte Câmara számára. Emellett rajthoz állt a F-Regional Közel-Keleti bajnokságban a Mumbai Falcons színeiben, ahol a harmadik helyen végzett.

### FIA Formula–3 bajnokság
2025-re szerződést kapott a Trident csapatától a FIA Formula–3 bajnokságban, ahol az osztrák (de brit licenccel versenyző) Charlie Wurz és a dán Noah Strømsted csapattársa lett.
A szezon első két fordulójában, Melbourne-ben és Bahreinben is a pole pozicióból indulva nyerte meg a főfutamot. A szezon harmadik állomásán Imolában ugyancsak az első rajtkockából indulhatott a főfutamon, azonban ezúttal be kell érnie a harmadik hellyel, Santiago Ramos és csapattársa, Strømsted mögött. Barcelónában negyedik pole pozicióját, és harmadik futamgyőzelmét könyvelhette el a főfutamon, ráadásul úgy, hogy a verseny minden körében az élen állt.
A Hungaroringen rendezett versenyhétvégén negyedik főfutam-győzelmét is megyszerezte, ezzel pedig egy fordulóval a bajnokság vége előtt megszerezte a bajnoki címet.

### Formula–1
2022-ben a Ferrari Driver Academy tagja lett a brit Oliver Bearmannal együtt, miután a patinás csapat juniorprogramja által szervezett tehetségkutató verseny döntőjében kiemelkedően szerepelt.

## Eredményei

### Pályafutás-áttekintés
| Év   | Bajnokság                                | Csapat                        | Versenyek | Győzelmek | Pole | Leggyorsabb körök | Dobogók | Pont | Helyezés |
| ---- | ---------------------------------------- | ----------------------------- | --------- | --------- | ---- | ----------------- | ------- | ---- | -------- |
| 2022 | Arab Formula–4-bajnokság                 | Prema Racing                  | 16        | 6         | 4    | 5                 | 8       | 210  | 2.       |
| 2022 | Olasz Formula–4-bajnokság                | Prema Racing                  | 20        | 2         | 4    | 3                 | 10      | 239  | 3.       |
| 2022 | ADAC Formula–4-bajnokság                 | Prema Racing                  | 12        | 1         | 2    | 2                 | 9       | 193  | 3.       |
| 2023 | Formula Regionális Közel-Kelet-bajnokság | Mumbai Falcons Racing Limited | 15        | 0         | 0    | 0                 | 6       | 131  | 3.       |
| 2023 | Formula Regionális Európa-bajnokság      | Prema Racing                  | 20        | 2         | 3    | 1                 | 5       | 173  | 5.       |
| 2024 | Formula Regionális Közel-Kelet-bajnokság | Mumbai Falcons Racing Limited | 15        | 2         | 1    | 2                 | 2       | 128  | 3.       |
| 2024 | Formula Regionális Európa-bajnokság      | Prema Racing                  | 20        | 7         | 7    | 7                 | 12      | 309  | 1.       |
| 2025 | FIA Formula–3 bajnokság                  | Trident                       |           |           |      |                   |         |      |          |

* A szezon jelenleg is zajlik. 

### Az arab Formula–4-bajnokságban elért eredményei
(Táblázat értelmezése)

(Félkövér: pole-pozícióból indult; dőlt: leggyorsabb kört futott) 

| Év   | Csapat       | 1      | 2      | 3      | 4      | 5         | 6         | 7        | 8        | 9      | 10       | 11       | 12       | 13     | 14       | 15       | 16       | 17     | 18     | 19        | 20        | Helyezés | Pont |
| ---- | ------------ | ------ | ------ | ------ | ------ | --------- | --------- | -------- | -------- | ------ | -------- | -------- | -------- | ------ | -------- | -------- | -------- | ------ | ------ | --------- | --------- | -------- | ---- |
| 2022 | Prema Racing | YMC1 1 | YMC1 2 | YMC1 3 | YMC1 4 | DUB1 1 17 | DUB1 2 12 | DUB1 3 9 | DUB1 4 3 | DUB2 1 | DUB2 2 4 | DUB2 3 1 | DUB2 4 7 | DUB3 1 | DUB3 2 1 | DUB3 3 9 | DUB3 4 1 | YMC2 1 | YMC2 2 | YMC2 3 Ki | YMC2 4 24 | 2.       | 210  |

### A CSAI olasz Formula–4-bajnokságban elért eredményei
(Táblázat értelmezése)

(Félkövér: pole-pozícióból indult; dőlt: leggyorsabb kört futott) 

| Év   | Csapat       | 1     | 2       | 3       | 4       | 5       | 6       | 7       | 8       | 9     | 10      | 11       | 12      | 13       | 14    | 15    | 16       | 17      | 18       | 19      | 20      | 21      | 22       | Helyezés | Pont |
| ---- | ------------ | ----- | ------- | ------- | ------- | ------- | ------- | ------- | ------- | ----- | ------- | -------- | ------- | -------- | ----- | ----- | -------- | ------- | -------- | ------- | ------- | ------- | -------- | -------- | ---- |
| 2022 | Prema Racing | IMO 1 | IMO 2 8 | IMO 3 2 | MIS 1 2 | MIS 2 4 | MIS 3 1 | SPA 1 2 | SPA 2 4 | SPA 3 | VLL 1 2 | VLL 2 Ki | VLL 3 2 | RBR 1 17 | RBR 2 | RBR 3 | RBR 4 13 | MNZ 1 4 | MNZ 2 10 | MNZ 3 T | MUG 1 5 | MUG 2 3 | MUG 3 Ki | 3.       | 239  |

### Az ADAC (német) Formula–4-bajnokságban elért eredményei
(Táblázat értelmezése)

(Félkövér: pole-pozícióból indult; dőlt: leggyorsabb kört futott) 

| Év   | Csapat       | 1       | 2     | 3       | 4       | 5     | 6       | 7       | 8     | 9       | 10     | 11     | 12     | 13    | 14    | 15    | 16       | 17        | 18     | Helyezés | Pont |
| ---- | ------------ | ------- | ----- | ------- | ------- | ----- | ------- | ------- | ----- | ------- | ------ | ------ | ------ | ----- | ----- | ----- | -------- | --------- | ------ | -------- | ---- |
| 2022 | Prema Racing | SPA 1 2 | SPA 2 | SPA 3 1 | HOC 1 2 | HOC 2 | HOC 3 4 | ZAN 1 2 | ZAN 2 | ZAN 3 5 | NÜR1 1 | NÜR1 2 | NÜR1 3 | LAU 1 | LAU 2 | LAU 3 | NÜR2 1 2 | NÜR2 2 10 | NÜR2 3 | 3.       | 193  |

### A Formula Regional Európa-bajnokságban elért eredményei
(Táblázat értelmezése)

(Félkövér: pole-pozícióból indult; dőlt: leggyorsabb kört futott) 

| Év   | Csapat       | 1       | 2        | 3        | 4       | 5       | 6        | 7       | 8       | 9       | 10      | 11      | 12       | 13    | 14       | 15       | 16       | 17      | 18       | 19      | 20      | Helyezés | Pont |
| ---- | ------------ | ------- | -------- | -------- | ------- | ------- | -------- | ------- | ------- | ------- | ------- | ------- | -------- | ----- | -------- | -------- | -------- | ------- | -------- | ------- | ------- | -------- | ---- |
| 2023 | Prema Racing | IMO 1 3 | IMO 2 Ki | CAT 1 11 | CAT 2 6 | HUN 1 7 | HUN 2 10 | SPA 1   | SPA 2 5 | MUG 1 6 | MUG 2   | LEC 1 8 | LEC 2 12 | RBR 1 | RBR 2 Ki | MNZ 1 Ki | MNZ 2    | ZAN 1 7 | ZAN 2 Ki | HOC 1 4 | HOC 2 4 | 5.       | 173  |
| 2024 | Prema Racing | HOC 1   | HOC 2    | SPA 1    | SPA 2 1 | ZAN 1 2 | ZAN 2 1  | HUN 1 3 | HUN 2 6 | MUG 1 5 | MUG 2 5 | LEC 1   | LEC 2 6  | IMO 1 | IMO 2 9  | RBR 1 11 | RBR 2 16 | CAT 1 3 | CAT 2 4  | MNZ 1 2 | MNZ 2 1 | 1.       | 309  |

* A szezon jelenleg is zajlik.

### A Formula Regional Közel-Keleti bajnokságban elért eredményei
(Táblázat értelmezése)

(Félkövér: pole-pozícióból indult; dőlt: leggyorsabb kört futott) 

| Év   | Csapat                        | 1        | 2         | 3         | 4          | 5        | 6         | 7        | 8         | 9        | 10       | 11        | 12        | 13       | 14        | 15       | Helyezés | Pont |
| ---- | ----------------------------- | -------- | --------- | --------- | ---------- | -------- | --------- | -------- | --------- | -------- | -------- | --------- | --------- | -------- | --------- | -------- | -------- | ---- |
| 2023 | Mumbai Falcons Racing Limted  | DUB1 1 5 | DUB1 2 5  | DUB1 3 4  | KUW1 1 18† | KUW1 2 3 | KUW1 3 Ki | KUW2 1 2 | KUW2 2 Ki | KUW2 3 2 | DUB2 1 2 | DUB2 2 23 | DUB2 3 16 | ABU 1 3  | ABU 2 11  | ABU 3    | 3.       | 131  |
| 2024 | Mumbai Falcons Racing Limited | YMC1 1 5 | YMC1 2 Ki | YMC1 3 Ki | YMC2 1 4   | YMC2 2 6 | YMC2 3 13 | DUB1 1 4 | DUB1 2 5  | DUB1 3 1 | YMC3 1 9 | YMC3 2 1  | YMC3 3 6  | DUB2 1 4 | DUB2 2 13 | DUB2 3 8 | 3.       | 118  |